# ボルボ環境賞
ボルボ環境賞（ボルボかんきょうしょう、英語: Volvo Environment Prize）は、スウェーデンの自動車メーカーであるABボルボおよびボルボ・カー・コーポレーションが1988年に設立したボルボ環境賞財団が主催する、環境保全と持続可能性に関する優れた科学研究を表彰する国際的な賞である。1990年に初の授賞が行われ、以来、国際評価委員会が選出した個人または団体に毎年授与されている。受賞者は、手作りのディプロマ、ガラス彫刻、そして150万スウェーデン・クローナ（約13.5万ユーロ、14万米ドル、2024年時点）の賞金を受け取る。本賞は科学的卓越性を最重要基準とし、受賞者の研究が政策や応用分野に与える影響も重視される。52人の受賞者の中には、後にノーベル賞を受賞した3人の科学者も含まれる。

## 歴史
ボルボ環境賞は、環境問題への関心の高まりを背景に1988年に設立された。ABボルボとボルボ・カー・コーポレーションが資金を提供し、ボルボ環境賞財団が運営を担う。1990年の初授賞以来、気候変動、生物多様性、海洋保全など多岐にわたる分野の研究者を表彰し、国際的な環境政策や持続可能な開発に貢献している。特に、受賞者の中からノーベル賞受賞者（例：パウル・クルッツェン）が生まれるなど、賞の権威は高く評価されている。

## 組織
候補者の初期選考と評価は、カール・フォルケ教授が率いる科学委員会が行う。最終選考は、国際賞審査委員会（Prize Jury）によって決定される。審査委員会は、メアリー・ショールズ教授（ウィットウォータースランド大学、南アフリカ）が議長を務め、石培軍教授（北京師範大学、中国）、武内和彦教授（東京大学、日本）、シビル・ファン・デン・ホーフ博士（バルセロナ自治大学、スペイン）、ヨハン・ロックストローム教授（ポツダム気候影響研究所、ドイツ）らがメンバーとして参加する。

## 選考基準
ボルボ環境賞の選考は、以下の基準に基づいて行われる：
- 環境問題に対する科学的かつ革新的なアプローチ
- 環境問題解決に向けた実践的かつ持続可能な成果
- 環境問題の認識向上や政策形成への影響
- 環境教育や啓発活動への貢献

## 受賞者一覧
| 年   | 受賞者                                                                                                  | 国籍                                              | 所属機関                                           | 受賞理由                                         |
| ---- | --- | ------------------------------------------------- | -------------------------------------------------- | ------------------------------------------------ |
| 1990 | ジョン・V・クルティラ、アレン・V・ニース                                                                | アメリカ合衆国                                    | －                                                 | 環境・資源経済学の研究                           |
| 1991 | パウル・クルッツェン                                                                                    | オランダ                                          | マックス・プランク研究所                           | 大気化学の研究                                   |
| 1992 | ノーマン・マイヤーズ、ピーター・ハミルトン・レーブン                                                    | イギリス、 アメリカ合衆国                         | －                                                 | 熱帯地域の生物多様性研究                         |
| 1993 | ポール・エールリック、ジョン・P・ホールデン                                                             | アメリカ合衆国                                    | スタンフォード大学、ハーバード大学                 | 人口と資源の理解                                 |
| 1994 | ギータ・セン                                                                                            | インド                                            | －                                                 | 貧困、環境、女性の役割                           |
| 1995 | ギルバート・F・ホワイト                                                                                 | アメリカ合衆国                                    | －                                                 | 自然資源計画                                     |
| 1996 | ジェームズ・ラブロック                                                                                  | イギリス                                          | －                                                 | 新しい高感度測定技術                             |
| 1997 | 眞鍋淑郎、ヴィーラバドラン・ラマナサン                                                                  | 日本、 インド                                     | プリンストン大学、カリフォルニア大学サンディエゴ校 | 気候モデリングと気候変動                         |
| 1998 | マリン・ファルケンマーク、デビッド・シンドラー                                                          | スウェーデン、 カナダ                             | ストックホルム大学、アルバータ大学                 | 淡水の利用可能性と質                             |
| 1999 | M・S・スワミナサン                                                                                      | インド                                            | M・S・スワミナサン研究財団                         | 農業と資源保全による貧困撲滅                     |
| 2000 | ホセ・ゴルデンベルグ、トーマス・B・ヨハンソン、アムリヤ・クマール・N・レディ、ロバート・H・ウィリアムズ | ブラジル、 スウェーデン、 インド、 アメリカ合衆国 | サンパウロ大学、ルンド大学、－、プリンストン大学   | グローバルなエネルギー需要への環境に優しい解決策 |
| 2001 | ジョージ・M・ウッドウェル                                                                               | アメリカ合衆国                                    | ウッズホール研究センター                           | 生態系研究と公共政策開発                         |
| 2002 | パーサ・ダスグプタ、カール＝ヨラン・メーラー                                                            | イギリス、 スウェーデン                           | ケンブリッジ大学、ストックホルム経済学校           | 財産権、貧困、経済開発                           |
| 2003 | マドハフ・ガジル、ムハマド・ユヌス                                                                      | インド、 バングラデシュ                           | インド科学アカデミー、グラミン銀行                 | 貧困層のための科学                               |
| 2004 | デビッド・サタースウェイト、ジャイメ・レルネル、ルイサ・モリナ、マリオ・モリーナ                        | イギリス、 ブラジル、 アメリカ合衆国              | 国際環境開発研究所、－、マサチューセッツ工科大学   | 都市化に関する3つのテーマでの優れた研究          |
| 2005 | メアリー・カリン・アロヨ、アイラ・ケト                                                                  | ニュージーランド、 オーストラリア                 | チリ大学、－                                       | 保全の重要性の理解                               |
| 2006 | レイモンド・ヒルボーン、ダニエル・ポーリー、カール・ウォルターズ                                        | アメリカ合衆国、 カナダ                           | ワシントン大学、ブリティッシュコロンビア大学       | 海洋環境への人間の影響                           |
| 2007 | アモリー・ラビンス                                                                                      | アメリカ合衆国                                    | ロッキーマウンテン研究所                           | エネルギー効率の成果                             |
| 2008 | C・S・ホリング                                                                                          | カナダ                                            | ブリティッシュコロンビア大学                       | 生態系の動態、変形、回復力                       |
| 2009 | スーザン・ソロモン                                                                                      | アメリカ合衆国                                    | アメリカ海洋大気庁                                 | 地球温暖化の深刻さを示す報告書                   |
| 2010 | ハロルド・A・ムーニー                                                                                   | アメリカ合衆国                                    | スタンフォード大学                                 | 生物多様性が生態系機能に重要                     |
| 2011 | ハンス・J・シェルンフーバー                                                                             | ドイツ                                            | ポツダム気候影響研究所                             | 地球システム科学の知的・概念的発展               |
| 2012 | グレッチェン・デイリー                                                                                  | アメリカ合衆国                                    | スタンフォード大学                                 | 自然資本と生態系サービスの評価                   |
| 2013 | 秦大河                                                                                                  | 中国                                              | 中国気象科学院                                     | 氷圏と気候変動の研究                             |
| 2014 | エリック・ランバン                                                                                      | ベルギー                                          | スタンフォード大学                                 | 土地利用変化と人間の福祉                         |
| 2015 | ヘニング・ローデ                                                                                        | スウェーデン                                      | ストックホルム大学                                 | 大気科学への画期的貢献                           |
| 2016 | カルロス・ノブレ                                                                                        | ブラジル                                          | ブラジル国立宇宙研究所                             | アマゾンの理解への先駆的努力                     |
| 2017 | ウシフ・ラシッド・スマイラ                                                                              | カナダ、 ナイジェリア                             | ブリティッシュコロンビア大学                       | 海洋と海洋生物の未来に関する革新的研究           |
| 2018 | シュエメイ・バイ                                                                                        | 中国、 オーストラリア                             | オーストラリア国立大学                             | 都市の持続可能性研究の世界的リーダー             |
| 2019 | F・スチュアート・チャピン3世                                                                            | アメリカ合衆国                                    | アラスカ大学フェアバンクス校                       | 地球の管理に関する深い思想家                     |
| 2020 | クレア・クレメン                                                                                        | アメリカ合衆国                                    | ブリティッシュコロンビア大学                       | 食料生産と生物多様性保全の調和                   |
| 2021 | ポール・アナスタス                                                                                      | アメリカ合衆国                                    | イェール大学                                       | グリーンケミストリーの先駆的取り組み             |
| 2022 | リチャード・トンプソン、タマラ・ガロウェイ、ペネロピー・リンディク                                      | イギリス                                          | プリマス大学                                       | プラスチック汚染の社会的認識の提供               |
| 2023 | エドゥアルド・ブロンディジオ                                                                            | ブラジル                                          | インディアナ大学                                   | 複雑系思考の世界的リーダー                       |
| 2024 | フランク・ビアマン                                                                                      | オランダ                                          | ユトレヒト大学                                     | 国際環境ガバナンスの新経路の定義                 |